# Ladislav Švehla (vodní pólista)
Ladislav Švehla (1908 nebo 1909 – ?) byl československý sportovní plavec a pólista, účastník olympijských her v roce 1928.
Závodnímu plavání a vodnímu pólu se věnoval v pražském plaveckém klubu ČPK. V roce 1928 startoval na olympijských hrách v Amsterdamu jako hráč vodního póla. Za Kostu Koutka, který byl kvůli nedisciplinovati z nominace vyřazen, odehrál celý olympijský turnaj na jeho klíčovém postě středního obránce. Jinak hrál převážně v útoku.
Za československou reprezentaci hrál vodní pólo celé tři dekády. Jestě v roce 1947 hrál na mistrovství Evropy v Monte Carlu na pozici středního obránce. Sportovní kariéru ukončil v polovině padesátých let dvacátého století.